# Паола Колонна
Па́ола Колонна́  (итал. Paola Colonna; 1380, Дженаццано, синьория Дженаццано — 30 ноября 1445, Пьомбино, синьория Пьомбино) — принцесса из дома Колонна, дочь Агапито Колонна, синьора Дженнацано. Сестра римского папы Мартина V. Жена синьора Герардо Леонардо Аппиано; в замужестве — синьора Пьомбино. В 1405—1409 годах была регентом синьории Пьомбино при несовершеннолетнем Якопо II. В 1441—1445 годах — фактическая правительница владений семьи Аппиано.

## Биография

### Происхождение
Родилась в 1380 году (по другим данным в 1378 или 1379 году) в Дженаццано в семье Агапито Колонна, синьора Дженнацано и Катерины Конти. По отцовской линии приходилась внучкой Пьетро Колонна, синьора Дженаццано и Летиции Конти. По материнской линии была внучкой Джованни Конти, синьора Вальмонтоне и Маргариты Колонна. Братьями Паолы были кондотьер Джордано Колонна, генерал армии Неаполитанского королевства, кондотьер Лоренцо Онофрио Колонна, камерарий Римско-католической церкви и Оддоне Колонна, известный под именем римского папы Мартина V.

### Брак и потомство
В Риме 18 июня 1396 года (по другим данным в 1395 году) Паола Колонна сочеталась браком с Герардо Леонардо Аппиано (1370 — 1405), сыном Якопо I Аппиано, правителя Пизанской республики. По брачному контракту в приданное она принесла половину феода Капраника; в 1437 году Паола поменяла это владение на ежегодный пансион в 550 флоринов от феода Фраскати. В 1398 году её супруг стал правителем Пизанской республики, но в следующем году продал республику Миланскому герцогству, оставив за собой небольшую территорию, составившую владения дома Аппиано со столицей в Пьомбино. Его супруга оказывала большое влияние на правление в новой синьории, во многом благодаря поддержке влиятельных братьев.
В браке с Герардо Леонардо у Паолы родились четверо детей:
- Катерина[итал.] (1398 — 19.02.1451), синьора Пьомбино, Скарлино, Популонии, Суверето, Буриано, Аббадья-аль-Фаньо, Виньяле, Валле, Монтиони и островов Эльба, Монтекристо, Пьяноза, Черболи и Пальмайола с 30 ноября 1445 года, в 1440 году в Пьомбино сочеталась браком с Ринальдо Орсини[итал.] (ум. 13.07.1450), графом Тальякоццо, генералом армии Сиенской республики;
- Якопо (1400/1401 — 27.12.1441), синьор Пьомбино, Скарлино, Популонии, Суверето, Буриано, Аббадья-аль-Фаньо, Виньяле, Валле, Монтиони и островов Эльба, Монтекристо, Пьяноза, Черболи и Пальмайола с мая 1405 года под именем Якопо II, синьор Монтеверде с 1431 по 1433 год, пфальцграф Священной Римской империи, в 1413 году в Генуе сочетался браком с Донеллой Фиески (1400 — 1467), дочерью генуэзского патриция Луки Фиески, графа Лаванья, генерала армии Флорентийской республики;
- Виоланте (1403 — ?), в 1420 году[7] сочеталась браком с Берардо III да Варано (ум. 12.07.1434)[7][8], синьором Камерино;
- Полиссена (1404 — 1431), в 1423 году сочеталась браком с Джиберто II Пио (ум. 17.07.1466), синьором Карпи[6].

### Регент и синьора
В мае 1405 года Паола Колонна овдовела. Согласно последней воле покойного супруга, изложенной им в завещании от 25 апреля 1405 года, она стала регентом при несовершеннолетнем Якопо II. Почти сразу вдовствующая синьора начала укреплять власть своего сына и изгнала из синьории племянника — Антонио Аппиано, сына Джованни, старшего брата покойного Герардо Леонардо. Паола умело использовала преимущества порта Пьомбино, бывшего одним из важных торговых центров на побережье Тирренского моря, и прибыль от продажи железной руды с острова Эльба, который также входил в состав владений дома Аппиано. Ей удалось сохранить самостоятельное правление, принеся коммендацию Флорентийской республике, принявшей синьорию Пьомбино под свою защиту. 4 февраля 1406 года стороны продлили действие коммендаций ещё на четыре года; затем они продлевались ещё несколько раз, пока в 1419 году не приобрели бессрочный характер.
В 1417 году Оддоне Колонна, брат Паолы, стал римским папой под именем Мартина V. Это укрепило её положение во владениях дома Аппиано, в которых она осталась фактической правительницей и после достижения Якопо II совершеннолетия. С 1420 года Паола часто посещала брата-понтифика в Риме и других городах Папского государства, используя родственные связи для укрепления самостоятельности синьории Пьомбино. В это же время ухудшились отношения синьории с Флорентийской республикой, которая в 1422 году освободила, ранее арестованного по просьбе Паолы, единокровного брата её покойного мужа, Эмануэле Аппиано.
Со смертью римского папы Мартина V, Паола потеряла влиятельного покровителя, но не утратила влияния во владениях дома Аппиано. В апреле 1431 года она поддержала Генуэзскую и Сиенскую республики в войне против Флоренции. Несмотря на бездетность её сына и вопреки воле покойного мужа, Паола всячески сопротивлялась передачи власти в синьории Эмануэле Аппиано, который в то время находился в изгнании за пределами Пьомбино. Перед смертью тяжело больного Якопо II, в 1440 году вдовствующая синьора выдала замуж старшую дочь Катерину за кондотьера Ринальдо Орсини, чтобы обеспечить себе военную поддержку. В январе 1441 года она отказалась от союза с Флорентийской республикой, поддерживавшей её деверя. В июне того же года Флоренция согласилась признать правителями Пьомбино вдовствующую синьору и её зятя Ринальдо Орсини, после смерти бездетного Якопо II. В том же году Эмануле Аппиано, вместе с кондотьером Бальдаччо д’Ангиари, напал на Пьомбино, чтобы силой вернуть себе права на владения дома Аппиано, но потерпел сокрушительное поражение под стенами города и был вынужден отступить.
После изгнания деверя и его сторонников и смерти единственного сына, Паола не препятствовала зятю Ринальдо Орсини чувствовать себя владельцем Пьомбино, оставаясь при этом фактической правительницей синьории и всех феодов дома Аппиано. В 1442 году она заключила договор с Сиенской республикой, которым закрепила за домом Аппиано владения островами Эльба, Монтекристо и Пьяноза. По её приказу в синьории были проложены новые дороги и возобновлено строительство крепостных стен Пьомбино. Узнав о намерении правителя Туниса напасть на синьорию, Паола направила к нему посольство, которое предотвратило нападение. В 1444 году она посетила Сиену и присутствовала на погребении святого Бернардина Сиенского. Сама Паола Колонна умерла между 24 и 30 ноября 1445 года и была похоронена в соборе Святого Анфима в Пьомбино.